# Burgen und Schlösser (Dauermarkenserie)
Burgen und Schlösser ist eine deutsche Dauermarkenserie, deren Ausgaben vom 14. April 1977 bis zum 15. Juli 1982 erschienen sind. Die Serie erschien in Rollen, wurde aber auch in Markenheftchen gedruckt; eine Kleinauflage für Sammlerzwecke wurde auch auf Bögen hergestellt. Sowohl bei der Bundespost als auch bei der Deutschen Bundespost Berlin wurden jeweils 21 Werte ausgegeben.
Obwohl nach 1982 keine neue Marke mehr erschienen war und die Nachfolgeserie Sehenswürdigkeiten bis 1989 die gängigen Portostufen abgedeckt hatte, wurden einzelne Werte noch bis 1992 nachgedruckt. Auflagen ab 1987 wurden im Lettersetdruckverfahren hergestellt. Es gibt sechs Ausgaben der Bundespost und zwei Ausgaben Berlins im Lettersetdruck.
Des Weiteren wurden von den bundesdeutschen Marken sechs Motive als „Wertstempel“ für Post- und Bildpostkarten verwendet; in Berlin wurden drei Motive mehr wegen des Portos innerhalb Berlins herausgegeben.
Die Marken der Deutschen Bundespost Berlin wurden mit Ablauf des 31. Dezember 1991, die der Deutschen Bundespost mit Ablauf des 30. Juni 2002 ungültig.
Alle Marken wurden von Heinz Schillinger gestaltet.

## Motive
Jede Freimarke der Serie zeigt eine Burg oder ein Schloss in Deutschland, einfarbig auf weißem Hintergrund. Das kleine Hochformat der Marken setzte der Genauigkeit Grenzen. Daher wurden nicht alle Gebäude in voller Größe gezeigt.

## Besonderheiten
- Die Marken aus den Markenheftchen sind oben oder unten geschnitten, je nachdem, ob sie aus der oberen oder der unteren Reihe stammen.
- Die Serie ist sehr reich an Druckzufälligkeiten und Plattenfehlern.
- Es gibt bei manchen Marken kleinere Farbunterschiede zwischen den Marken Berlins und denen der Bundespost. Ansonsten unterscheiden sich die Werte Berlins nur durch den Schriftzug Deutsche Bundespost Berlin; Motiv und Wert sind gleich.
- Die Serie war die letzte, bei der wertmäßig identische Marken verausgabt wurden, um die Vereinbarung des Weltpostvertrages über die Farbgebung von Wertstufen (braun = Inlandsdrucksache, grün = Inlandspostkarte, rot = Standardbrief Inland und blau = Standardbrief Ausland, wobei Letzteres hier nicht zu einer „Doppelwertstufe“ führte) einzuhalten, nachdem zum 1. Januar 1979 die Portosätze angehoben worden waren.
- Während der Herstellungszeit dieser Briefmarkenserie wurden einige Werte auf einer Papiersorte gedruckt, bei der sich die Fluoreszenz unterschied. War das eingesetzte Papier zunächst nur mit einem fluoreszierenden „Anstrich“ der Oberfläche versehen gewesen, wurden die fluoreszierenden Bestandteile dem neuen Papier bereits bei der Herstellung beigemischt. Entsprechend spezialisierte Sammler unterscheiden etliche im Buchdruck hergestellte Werte, deren Papiersorte anhand unterschiedlicher Fluoreszenz sowie im direkten Vergleich durch die Farbe des Papieres (alt: gelblich, neu: reinweiß) erkennbar ist. Eine Aufnahme in die Kataloge fand allerdings nicht statt, obwohl die Drucke amtlich als „mit geänderter Fluoreszenz“ gekennzeichnet wurden.
- Wie bei allen Marken, die grundsätzlich nur in Rollenform hergestellt wurden, gab es wegen der oft den Ansprüchen der Sammler nicht gerecht werdenden Zähnung auch eine kleine Auflage in Bogenform. Diese konnte nur bei den Versandstellen für Sammlermarken (später Versandstellen für Postwertzeichen) erworben werden. Die waagerechten Paare und Randstücke der Marken bilden ein besonderes Sammelgebiet, weil man an ihnen nachweisen kann, dass die Marken aus Bögen stammen.

## Liste der Ausgaben und Motive
Die Werte Bund und Berlin erschienen jeweils gleichzeitig mit Ausnahme des Wertes zu 20 Pf. Der 20-Pf- und der 190-Pf-Wert sind motivgleich.
Alle Marken gab es in Rollen und in Bogen, Letterset-Drucke gab es nur bei Rollen. Ausgaben in Markenheftchen gab es nur oben oder unten geschnitten, so dass es überhaupt nur die Marken in Markenheftchen gab, die in der entsprechenden Spalte einen Eintrag haben.
Ein „PK“ hinter der Michel-Nummer bedeutet, dass das entsprechende Motiv als Wertstempel einer Ganzsache (Post- bzw. Bildpostkarte) diente.
| Bild | Werte in Pfennig | Beschreibung                            | Ausgabedatum                         | Mi.-Nr. Bund, Berlin | Datum der Ausgaben oben/unten geschnitten aus Markenheftchen | Datum der Letterset-Ausgabe (nur in Rollen) | Datum der Letterset-Ausgaben oben/unten geschnitten aus Markenheftchen | Original |
| ---- | ---------------- | --------------------------------------- | ------------------------------------ | -------------------- | ------------------------------------------------------------ | ------------------------------------------- | ---------------------------------------------------------------------- | -------- |
|      | 10               | Schloss Glücksburg                      | 14. Apr. 1977                        | 913 532              | Juni 1977                                                    | 1987                                        | 1990 (nur Bund)                                                        |          |
|      | 20               | Schloss Pfaueninsel Berlin              | 14. Feb. 1979 Berlin: 14. April 1977 | 995 533 PK           | –                                                            | –                                           | –                                                                      |          |
|      | 25               | Burg Gemen                              | 11. Jan. 1979                        | 996 587              | –                                                            | –                                           | –                                                                      |          |
|      | 30               | Burg Ludwigstein                        | 14. Apr. 1977                        | 914 534 PK           | Juni 1977                                                    | 1987                                        | 1990 (nur Bund)                                                        |          |
|      | 35               | Schloss Lichtenstein                    | 16. Juni 1982                        | 1139 673             | –                                                            | –                                           | –                                                                      |          |
|      | 40               | Burg Eltz                               | 16. Feb. 1977                        | 915 PK 535 PK        | –                                                            | –                                           | –                                                                      |          |
|      | 40               | Schloss Wolfsburg                       | 14. Feb. 1980                        | 1037 614 PK          | –                                                            | –                                           | –                                                                      |          |
|      | 50               | Schloss Neuschwanstein                  | 17. Mai 1977                         | 916 PK 536 PK        | Juni 1977                                                    | –                                           | –                                                                      |          |
|      | 50               | Inzlinger Wasserschloss                 | 14. Feb. 1980                        | 1038 PK 615 PK       | April 1980                                                   | 1987 (nur Bund)                             | 1990 (nur Bund)                                                        |          |
|      | 60               | Marksburg                               | 14. Juli 1977                        | 917 PK 537 PK        | –                                                            | –                                           | –                                                                      |          |
|      | 60               | Schloss Rheydt                          | 14. Nov. 1979                        | 1028 PK 611 PK       | Oktober 1980                                                 | 1987 (nur Bund)                             | –                                                                      |          |
|      | 70               | Wasserschloss Mespelbrunn               | 17. Mai 1977                         | 918 PK 538 PK        | –                                                            | –                                           | –                                                                      |          |
|      | 80               | Schloss Wilhelmsthal                    | 16. Juni 1982                        | 1140 674             | Juni 1982                                                    | 1987 (nur Bund)                             | –                                                                      |          |
|      | 90               | Burg Vischering                         | 11. Jan. 1979                        | 997 588              | –                                                            | –                                           | –                                                                      |          |
|      | 120              | Schloss Charlottenburg                  | 15. Juli 1982                        | 1141 675             | –                                                            | –                                           | –                                                                      |          |
|      | 190              | Schloss Pfaueninsel Berlin (wie 20 Pf.) | 16. Feb. 1977                        | 919 539              | –                                                            | –                                           | –                                                                      |          |
|      | 200              | Schloss Bürresheim                      | 13. Jan. 1977                        | 920 540              | –                                                            | –                                           | –                                                                      |          |
|      | 210              | Schwanenburg Kleve                      | 14. Feb. 1979                        | 998 589              | –                                                            | –                                           | –                                                                      |          |
|      | 230              | Burg Lichtenberg                        | 16. Nov. 1978                        | 999 590              | –                                                            | –                                           | –                                                                      |          |
|      | 280              | Schloss Ahrensburg                      | 15. Juli 1982                        | 1142 676             | –                                                            | –                                           | –                                                                      |          |
|      | 300              | Schloss Herrenhausen                    | 16. Juni 1982                        | 1143 677             | –                                                            | 1987 (nur Bund)                             | –                                                                      |          |